# Merald "Bubba" Knight
Merald "Bubba" Knight (Atlanta, 4 september 1942) is een Amerikaanse soulzanger. Het meest bekend is hij door zijn lidmaatschap van de Amerikaanse soul- en R&B-groep Gladys Knight & the Pips, een succesvol kwartet dat onder andere bij de platenmaatschappijen Motown en Buddah Records onder contract heeft gestaan.

## Jeugd
Op 4 september van het jaar 1942 werd Merald Knight geboren in Atlanta, de hoofdstad van de Amerikaanse staat Georgia. Daar groeide hij ook op en zong hij in een gospelkoor. Op zijn tiende verjaardag zong hij voor het eerst in een groep samen met zijn zussen Gladys Knight en Brenda Knight, neef William Guest en nicht Eleanor Guest. Deze groep noemde het vijftal The Pips. Pip was de bijnaam van een andere neef van hen. Deze groep zou de voorloper zijn van het succesvolle viertal, bestaande uit Merald, Gladys, William en hun neef Edward Patten, dat Gladys Knight & The Pips zou gaan heten.
Voor dat de groep haar naam veranderde in Gladys Knight & The Pips, hadden ze als The Pips twee hits in het begin van de jaren zestig. De meest succesvolle van deze twee was het nummer "Every Beat Of My Heart", een #6 hit op de poplijst van de Verenigde Staten. In deze periode verliet Gladys echter de groep en ging de groep als trio door.

## Motown en Buddah Records
In 1964 keerde Gladys Knight terug als leadzangeres van de groep. Twee jaar later, in 1966, tekende de groep, nu officieel als Gladys Knight & The Pips, een contract bij Motown, een platenmaatschappij waar groepen als The Temptations, The Four Tops en Martha & The Vandellas toentertijd zeer grote successen kende. Rond deze tijd ontwikkelde Merald Knight, die de bijnaam "Bubba" had gekregen, zich meer en meer als officieuze leider van de groep en hij regelde ook de zakelijke onderhandelingen. Tijdens hun periode bij Motown had de groep hits met nummer als "I Heard It Through the Grapevine", "The End of Our Road", beiden gecoverd door Marvin Gaye, "Friendship Train" en "Daddy Could Swear, I Declare". In 1973 vond Merald Knight, samen met de andere groepsleden, het tijd om Motown te verlaten. De groep voelde zich namelijk ondergewaardeerd ten opzichte van artiesten als The Temptations en Marvin Gaye.
Nadat Merald Knight samen met de andere Pips was vertrokken bij Motown, tekende de groep onder zijn leiding een contract bij Buddah Records, een platenmaatschappij uit New York. Daar kende hij met de groep opnieuw hits met nummers als "I've Got to Use My Imagination" en "Best Thing That Ever Happened to Me". Hun grootste hit was echter "Midnight Train to Georgia", de enige #1 hit van de groep ooit.

## Latere leven
Tot en met 1988 maakte Merald "Bubba" Knight deel uit van de groep Gladys Knight & The Pips, maar datzelfde jaar nog besloot leadzangeres Gladys ermee te stoppen om een solocarrière te starten. Hierdoor ging de groep door als trio, weer onder hun oude naam The Pips. Sindsdien had de groep echter geen hits meer en stopte al snel. Bubba Knight besloot wel te blijven werken voor zijn zus Gladys. Tegenwoordig is hij niet meer bezig in het muziekcircuit
- Library of Congress Control Number: n2016046979
- MusicBrainz: f50599a6-4308-4ff7-a2fd-227fe7bc23a2
- Virtual International Authority File: 2073147425881445040000
- WorldCat: E39PBJm9fjYHK7Ht7tKfpF4Dv3